# 폴 버나도
폴 버나도(Paul Bernardo, 1964년 8월 27일 ~ )는 캐나다의 연쇄살인자이다. 부인 칼라 호몰카와 함께 적어도 레슬리 매허피, 크리스틴 프렌치, 칼라의 여동생 태미 호몰카를 포함한 어린 3명의 소녀를 강간하고 살해하였다.